# Karl Kiehne
Johann Wilhelm Karl Kiehne (* 10. April 1909 in Hilden; † 22. Februar 1979 in Solingen) war ein deutscher SS-Führer und Kriminalpolizist.

## Leben
Kiehne war der Sohn eines Architekten. Er trat 1927 in den Polizeidienst ein. Ab 1932 engagierte er sich in der Arbeitsgemeinschaft nationalsozialistischer Polizeibeamten in Dortmund. 1934 wechselte er zur Kriminalpolizei, wo er nach bestandener Prüfung 1935 als Kriminalkommissar tätig wurde. Ab 1939 war er in Hannover Kriminalrat (dies entsprach damals einem Hauptmann der Schutzpolizei).
Am 19. November 1937 beantragte er die Aufnahme in die NSDAP und wurde rückwirkend zum 1. Mai desselben Jahres aufgenommen (Mitgliedsnummer 5.528.055). Im November 1938 schloss er sich der SS an (SS-Nummer 375.136), innerhalb der er 1944 bis zum SS-Sturmbannführer befördert wurde.
Während des Zweiten Weltkrieges trat er 1940 in den Dienst des Reichssicherheitshauptamtes ein und gehörte der Einsatzgruppe des Amtes V an. Er wurde 1941 zum Regierungs- und Kriminalrat (entsprechend einem Polizeimajor) befördert und war ab 1942 im Reichskriminalpolizeiamt für die Bekämpfung der Korruption zuständig.
Nach Kriegsende befand sich Kiehne wahrscheinlich in alliierter Internierung und wurde durch die Spruchkammer in Bielefeld im Rahmen der Entnazifizierung freigesprochen. Anfang Mai 1950 trat er in Mülheim an der Ruhr wieder in den Polizeidienst ein, wo er erneut als Kriminalrat Leiter der Kriminalpolizei wurde. Er übernahm 1954 die Leitung der Kriminalpolizei in Gelsenkirchen und als Nachfolger Oskar Wenzkys von 1959 bis zu seiner Pensionierung 1969 in Köln. Kiehne war Redner auf Tagungen des Bundeskriminalamtes.
Kiehne ist im Braunbuch der DDR aufgeführt. Mit dem Regisseur Jürgen Roland war Kiehne bekannt, da er mit diesem im Rahmen der Krimiserie Stahlnetz zusammenarbeitete. Insbesondere in der zweiten Folge der Serie (Bankraub in Köln) trat Kiehne persönlich vor die Kamera und erklärte die Sachlage. Dieser nachgestellte Fall war auch Kiehnes erster Fall als Chef der Kriminalpolizei.
Kiehnes Memoiren erschienen 1972, jedoch ohne Hinweis auf seine NS-Vergangenheit.

## Schriften
- Nicht nur Rosen aus dem Klingelpütz: ein Kripochef berichtet aus seinem Leben, Schneekluth, München 1972